# Xã Dryden, Michigan
Xã Dryden (tiếng Anh: Dryden Township) là một xã thuộc quận Lapeer, tiểu bang Michigan, Hoa Kỳ. Năm 2010, dân số của xã này là 4.768 người.